# Betijoque
Betijoque – miasto w Wenezueli, w stanie Trujillo.